# Pekfinger

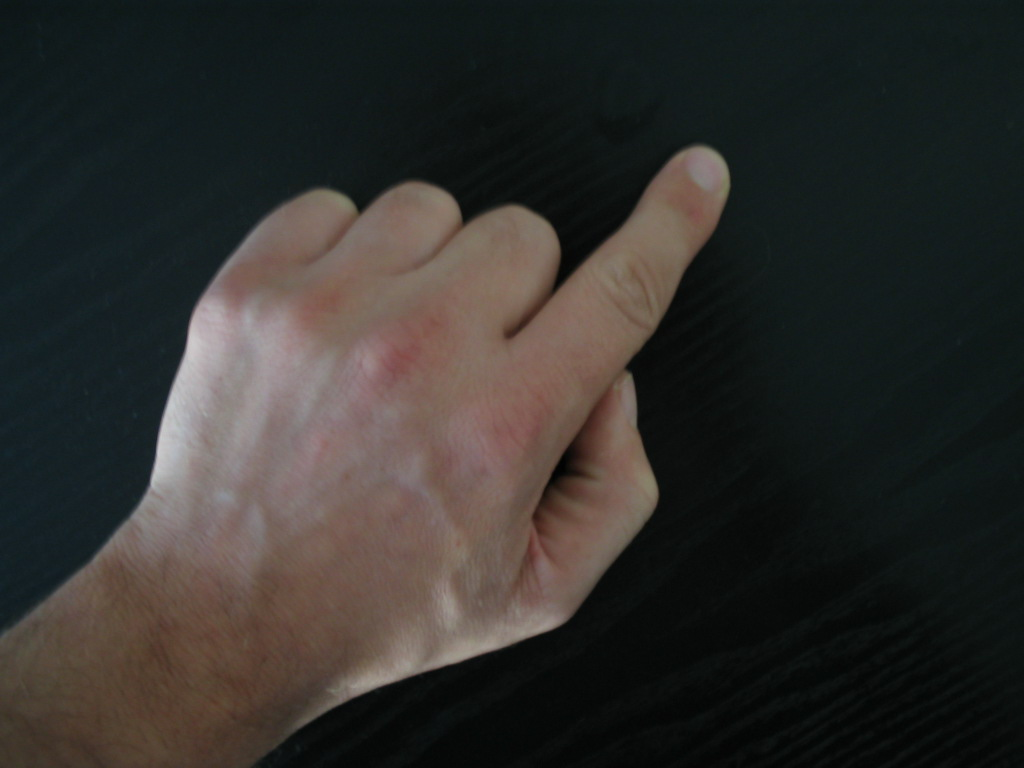
Pekfinger

Pekfinger (latin: index) är handens andra finger, och är i allmänhet ungefär lika långt som ringfingret.